# Eduard Burlage

Eduard Burlage

Heinrich Eduard Burlage (* 25. November 1857 in Huckelrieden bei Löningen; † 19. August 1921 in Berlin) war ein deutscher Jurist und Politiker (Zentrum).

## Leben und Beruf
Burlage, der aus dem oldenburgischen Teil des Münsterlandes stammte, war der Sohn des Mühlenbesitzers und Gemeindevorstehers August Burlage (1836–1918) und dessen Ehefrau Friederike geb. Lohmann (* 1833). Nach dem Abitur auf dem Gymnasium in Vechta studierte er in Tübingen, Leipzig und Göttingen Rechtswissenschaften. Während seines Studiums schloss er sich der  AV Guestfalia Tübingen, später auch der KDStV Burgundia (Leipzig), beide im CV an. Die erste juristische Staatsprüfung legte er 1884 ab und trat als Auditor in den oldenburgischen Justizdienst. Die zweite Staatsprüfung folgte 1887. Anschließend wurde er Richter am Amtsgericht Friesoythe. 1891 wechselte er nach Oberstein im damals oldenburgischen Fürstentum Birkenfeld und 1895 nach Jever. Dort wurde er 1896 zum Oberamtsrichter befördert. Von 1898 bis 1903 war er als Landgerichtsrat Richter am Landgericht Oldenburg. 1903 wurde er Oberlandesgerichtsrat und kam er als Richter an das Oberlandesgericht Oldenburg. 1907 wurde er zum Reichsgerichtsrat ernannt und übernahm in Leipzig den I. Zivilsenat. Burlage veröffentlichte einige juristische Abhandlungen.

## Familie
Eduard Burlage war verheiratet mit Emma geb. Kruthoffer (* 1860). Der Ehe entstammten sieben Kinder, unter anderem Maximilian und Theo Burlage.

## Partei
Burlage gehörte dem Zentrum an und war von 1919 bis zu seinem Tode stellvertretender Parteivorsitzender und rechtspolitischer Sprecher. Er war wiederholt als Kandidat für das Amt des Reichsjustizministers im Gespräch.

## Abgeordneter
Burlage war seit 1896 Mitglied des Oldenburgischen Landtages. Dort setzte er sich besonders für den Bau neuer Eisenbahnlinien in Südoldenburg ein. Als Nachfolger von Ferdinand Heribert von Galen wurde er erstmals 1903 für den Reichstagswahlkreis Großherzogtum Oldenburg 3 (Delmenhorst-Vechta-Cloppenburg) in den Reichstag des Kaiserreiches gewählt. Bei der Reichstagswahl 1907 wurde er wiedergewählt. Beide Abgeordnetenmandate legte er nach seinem Wechsel an das Reichsgericht wenige Monate später nieder. Er war 1919/20 Mitglied der Weimarer Nationalversammlung und im Juni 1919 maßgeblich an den Koalitionsverhandlungen beteiligt, die den Weimarer Schulkompromiss ermöglichten. Anschließend war er bis zu seinem Tode erneut Reichstagsabgeordneter für den Wahlkreis Weser-Ems.

## Schriften
- Zur Reform der Beschränkungen der Sachpfändung, Deutsche Juristen-Zeitung, Jahrgang 3 (1898), S. 77.
- Das Gesetz, betreffend die Entschädigung für unschuldig erlittene Untersuchungshaft, Deutsche Juristen-Zeitung, Jahrgang 9 (1904), Sp. 839.
- Zur Entschädigung der unschuldig Bestraften, Deutsche Juristen-Zeitung, Jahrgang 10 (1905), Sp. 396.
- Friedensvereine zur Schlichtung von Rechtsstreitigkeiten, Deutsche Juristen-Zeitung, Jahrgang 12 (1907), Sp. 313.